# George Richmond

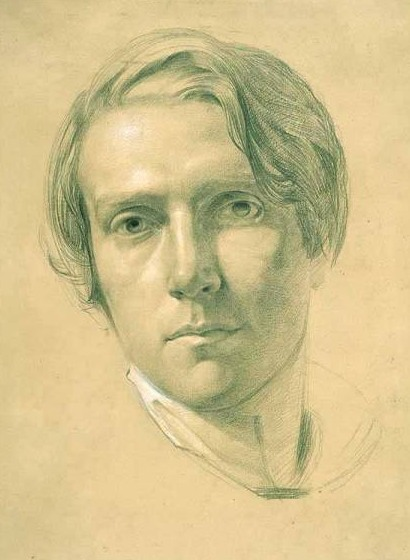
Autorretrato del artista, c. 1830

George Richmond (28 de marzo de 1809 – 19 de marzo de 1896). Fue un pintor inglés.
Sus primeros trabajos estuvieron inspirados por la obra de William Blake. Junto con Samuel Palmer y Edward Calvert, fue miembro del grupo artístico Los Antiguos. Esta influencia fue disminuyendo al final de su vida, cuando produjo retratos más o menos convencionales.
George Richmond fue el padre del pintor William Blake Richmond así como abuelo del historiador naval y almirante Sir Herbert Richmond.
Retrató a Charles Darwin en 1840, cuando ambos tenían 31 años de edad.
Gran seguidor del cricket, Richmond fue descrito en un obituario como un habitual al Lord's Cricket Ground desde 1816.

## Véase también

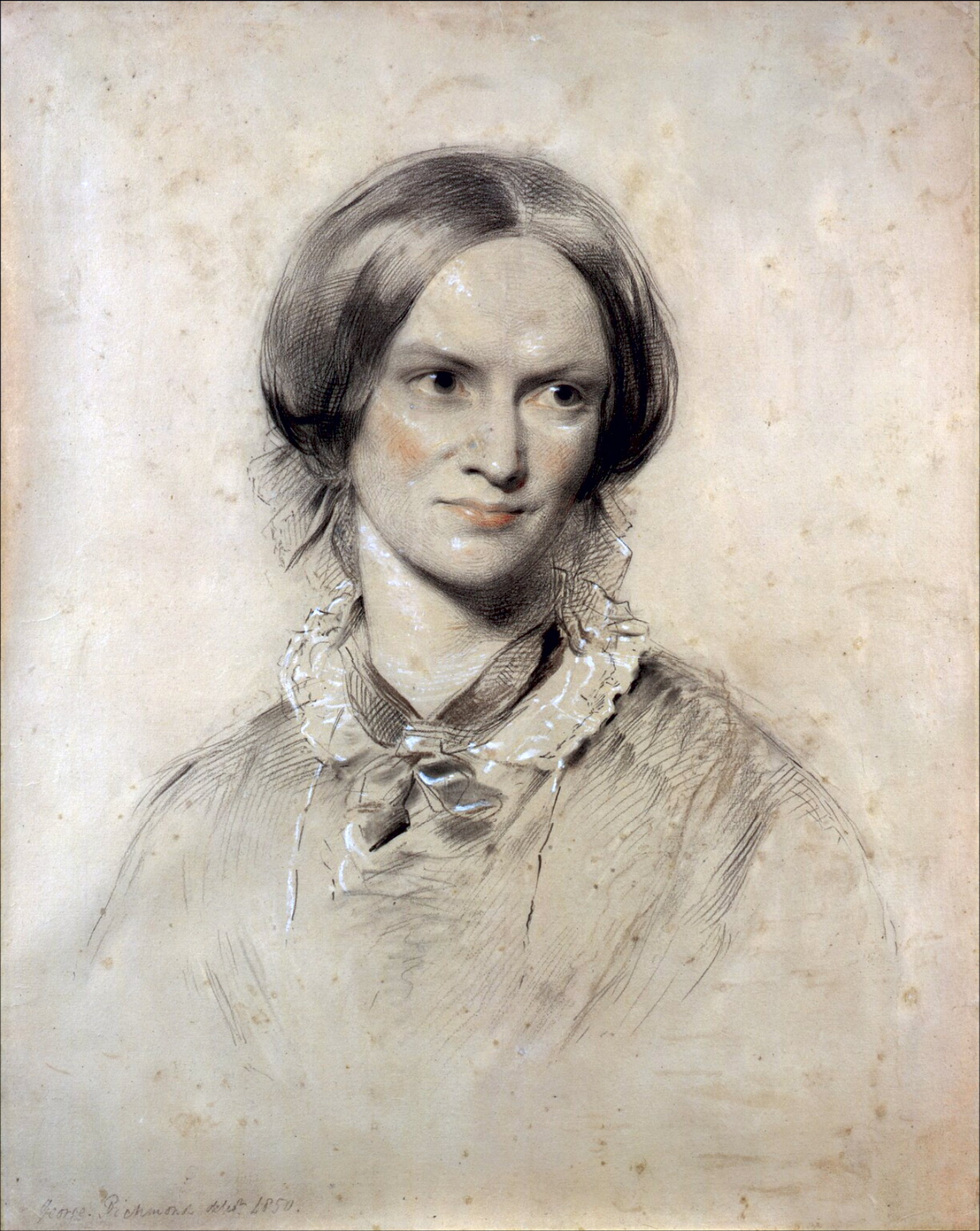
Charlotte Brontë por George Richmond, 1850